# Sindicato Nacional dos Enfermeiros da Marinha Mercante
O Sindicato Nacional dos Enfermeiros da Marinha Mercante, também conhecido pelo acrônimo SINDENFMAR, é a representatividade sindical dos profissionais de Enfermagem que atuam nas áreas aquaviária e/ou offshore.

## Histórico
Tendo sua origem na Associação criada pelos enfermeiros que trabalhavam em alto mar, a partir do ano de 1929, que eram contratados pelo Serviço de Saúde dos Portos, para tripularem os navios Mercantes, na tentativa de solucionar os problemas de saúde a bordo. 

O Ministério da Saúde determinou que o Serviço Nacional de Saúde dos Portos contratasse enfermeiros para tripularem os navios, cuidando dos problemas de higiene e saúde. Assim surgiu a Associação dos Enfermeiros da Marinha Mercante, embrião do Sindicato.

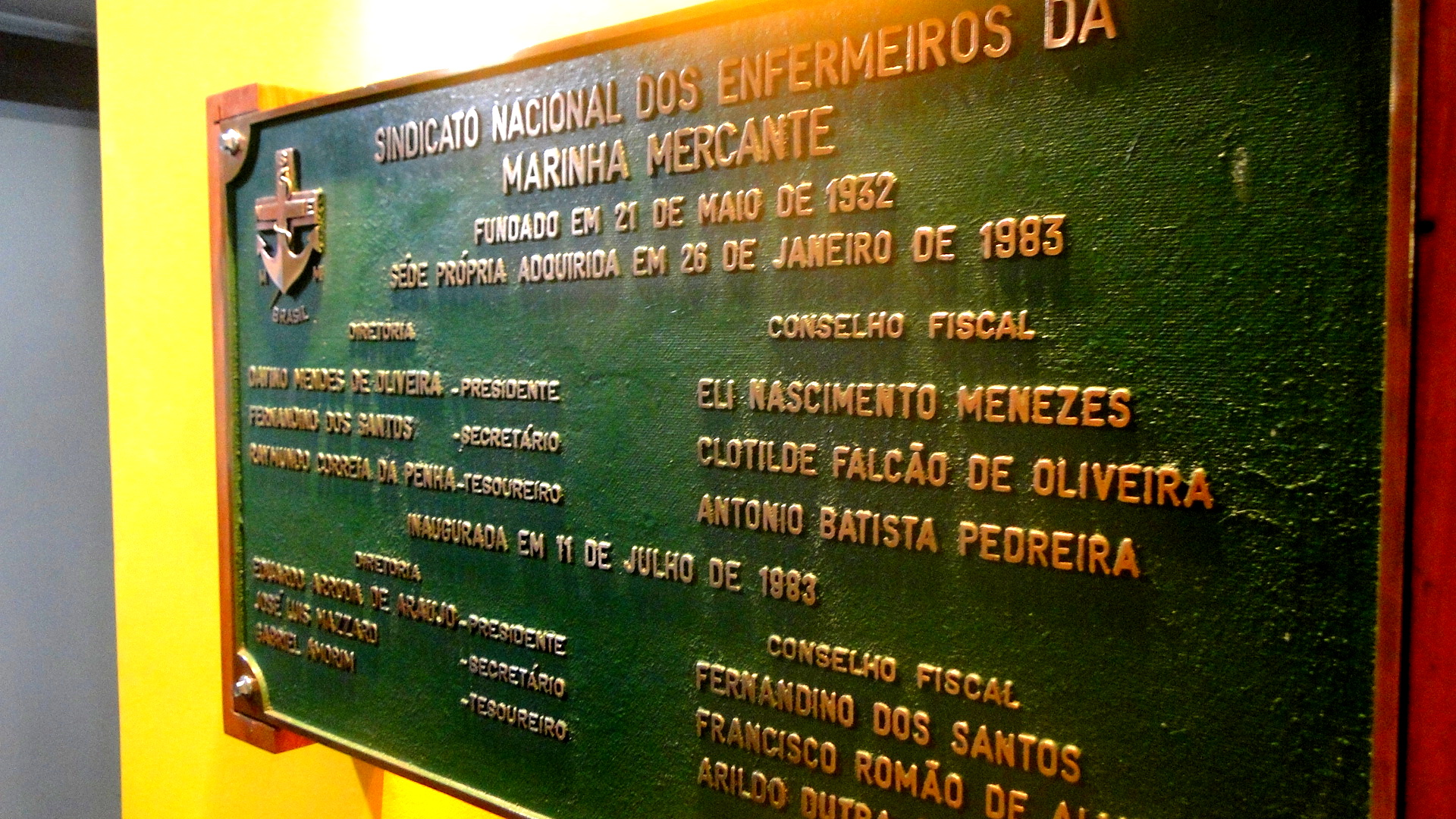
Placa de Inauguração da Sede Própria, adquirida em 1983.

Porém, foi somente em 21 de maio de 1932 que o SINDENFMAR. teve a sua fundação efetivada em conformidade com o Decreto Presidencial 19.770, de 19/05/1931, Decreto 24694, de 12/06/1934, adaptado dos decretos, 1402, de 06/07/1939 e 2381, de julho de 1940.

## Âmbito geográfico
O Sindicato Nacional dos Enfermeiros da Marinha Mercante tem como área de abrangência e atuação aprovado pelo Ministério do Trabalho e Emprego - MTE:
- Os estados do Acre, Alagoas, Amapá, Amazonas, Bahia, Ceará, Distrito Federal, Espírito Santo, Goiás, Maranhão, Mato Grosso, Mato Grosso do Sul, Minas Gerais, Pará, Paraíba, Paraná, Pernambuco, Piauí , Rio de Janeiro, Rio Grande do Norte, Rio Grande do Sul, Rondônia, Roraima, Santa Catarina, São Paulo, Sergipe e Tocantins;

Desta forma, o SINDENFMAR está reconhecido pelo Ministério do Trabalho e Emprego - MTE, como uma Entidade Sindical com base territorial a nível Nacional e abrangência Nacional, ou seja, como apto a atuar em todo o Território Nacional como o representante dos profissionais de Enfermagem atuantes na área Aquaviária e/ou Offshore.

## Sede e delegações
O  SINDENFMAR tem a sua Sede Nacional na Cidade do Rio de Janeiro e Sede Social na Cidade de Maricá, no estado do Rio de Janeiro.  

## Suspensão e Paralisação Temporária das Atividades Sindicais
O Sindicato teve suas atividades suspensas em 05/07/1941, por força do decreto n. 7704, de 18/06/1941, pois todos os associados eram empregados Lloyd Brasileiro (Companhia de Navegação Lloyd Brasileiro), patrimônio da União, enquadrado pelo referido Decreto como Empresa Para-Estatal.

A reativação do Sindicato
Em 24/09/1945, os Enfermeiros da Marinha Mercante, ex-integrantes do Sindicato extinto pelo Decreto 7704, de 18/06/1941, se reuniram na Rua Teófilo Otoni, 17, sobrado, no firme propósito de reerguerem o Sindicato. Dois dias depois um dos membros daquela reunião, que viria a ser o novo presidente, o enfermeiro Camillo Motta informou a entrada no requerimento de reativação do registro do sindicato junto ao Ministério do trabalho.Sendo assim, empossada uma diretoria provisória, composta por três enfermeiros: Presidente – Camillo Figueiredo da Motta Junior; Secretário – Alberto Pinto e  o Tesoureiro – José Muniz do Amaral.
Em 28/08/1946 os membros da diretoria provisória entre outro enfermeiros findaram a redação da nova carta sindical; e em 31/08/1946, houve a apresentação da mesma.

A Posse da Nova Diretoria
Foi durante a segunda Assembleia Geral Extraordinária, no dia 01/02/1947, na então sede do Sindicato dos Comissários de Carga, que houve a deliberação sobre a eleição da Nova Diretoria e Conselho Fiscal do S.N.E.M.M., sendo eleito os seguintes associados para os cargos de Presidente: Nilton Prestes Gomes; Secretário: Gonçalo do Amarante Dantas e Tesoureiro: José Muniz do Amaral.
Assim, a primeira Diretoria legalmente empossada, após a reativação, tomou para si a árdua tarefa de defender os direitos e prerrogativas dos Enfermeiros da Marinha Mercante.

O Decreto-Lei n.º 57.632/66 e a obrigatoriedade do embarque de enfermeiros
O Decreto-Lei n.º 57.632, de 14 de janeiro de 1966, foi a primeira Lei realmente eficaz para normas de vigilância Sanitária no Brasil, com o Capítulo IV, dedicado exclusivamente à Marinha Mercante, cabendo destacar o Artigo:

Capítulo IV
Da Marinha Mercante
Art. 42 . São obrigados a ter enfermeiro ou atendente:
a) As embarcações Nacionais em viagem de Longo Curso independente do número de passageiros ou tripulantes a bordo;
b) As embarcações em viagem pelo litoral do país,cujo transcurso entre dois  portos consecutivos de escala exceder de 48 (quarenta e oito) horas.

De 1966, até meados de 1995, os enfermeiros da Marinha Mercante, navegaram em “mar de almirante”, com o mercado de trabalho em plena expansão e salário digno.

## A Luta Pela Não Extinção dos Postos de Trabalho
No ano de 1995, A Marinha do Brasil, causou grande mudanças ao publicar em seu Boletim Informativo Marítimo, V.3, n 2, de abril/junho, na página 19, item 3.3, parágrafo segundo, a seguinte redação quanto ao cartão de lotação da tripulação de segurança: 
“foi ampliado para todas as classes de navegação a dispensa do profissional de saúde (Enfermeiro/ASD/ASA), nos casos em que exista na tripulação elemento formalmente habilitado em curso de primeiros socorros reconhecido pelo Conselho Regional de Enfermagem’.
Acredita-se que tal decisão irresponsável foi influenciada por interesses financeiros por parte dos chamados Armadores, os donos de empresas de embarcações marítimas.
Daquela data em diante, começava uma enorme batalha jurídica, literalmente de vida ou morte para categoria, travada pelo Sindicato, os armadores e as autoridades marítimas, mais especificamente a Diretoria de Portos e Costas (DPC). 
Naquele momento todos acreditavam e propagavam a extinção dos Enfermeiros da Marinha Mercante, inclusive, alguns Sindicatos de categoria coirmã, que notoriamente iriam exercer acumulativamente as funções dos Enfermeiros. 
No entanto, a reversão de tal arbitrariedade houve pela via judicial, principalmente após um quadro caótico instalar-se em muitas embarcações por deficiência e inaptidão dos Oficias da Marinha Mercante, que assumiram os cuidados de saúde de toda tripulação. Após realizarem um curso de emergência médicas ministrado pela Diretoria de Portos e Costas(DPC), estes se achavam capacitados e qualificados para as situações de emergência. Porém, o longo sofrimento por horas e posteriormente a morte de um tripulante por falta socorro adequado, acometido de um infarto Agudo do Miocárdio foi estopim para as mudanças.  

Reconhecimento dos Postos de Trabalho pela Autoridade Marítima
Prosseguindo na luta classista, o Sindicato, na pessoa do seu então Presidente Luiz Alves Netto, conseguiu ainda o reconhecimento da autoridade Marítima, quanto aos postos de trabalho nas Plataformas, sendo exclusivo dos Enfermeiros e Auxiliares de Saúde da Marinha Mercante, conforme determina a Portaria n 99/ DPC, de 16 de dezembro de 2003, publicada no D.O.U. de 22 de abril de 2004. O Sindicato conseguiu somente a implementação da portaria supra, através de processo judicial, já que as Empresas de apoio marítimo não queriam acatar a Norma do Comando da Marinha.
Assim, a classe dos Enfermeiros da Marinha Mercante, não foi extinta graças à pronta ação do Sindicato, que através de todos os meios legais, buscou principalmente no âmbito administrativo, e como houvesse resistência, procurou a tutela jurisdicional competente na esfera do Poder Judiciário.